# Kiss of Death (album de Motörhead)
Pour les articles homonymes, voir Kiss of Death.
Albums de Motörhead
Inferno
(2004) Better Motörhead than Dead – Live at Hammersmith
(2007)
Singles
1. God Was Never On Your Side
Sortie : 2006

Kiss of Death est le dix-huitième album studio du groupe anglais Motörhead. Il est sorti le 29 août 2006 sur le label SPV Steamhammer et a été produit par Cameron Webb.

## Historique
Cet album fut enregistré début 2006 dans les studios Paramount et NRG  d'Hollywood et les Maple Studios de Costa Mesa en Californie.
La première édition européenne (chez SPV GmbH) comporte en titre bonus Whiplash (reprise de Metallica) qui a remporté le Grammy Award de la Grammy Award de la meilleure prestation metal lors de l'édition 2005. L'édition américaine (chez Sanctuary) proposant elle une version live du morceau R.A.M.O.N.E.S. (version tirée du DVD Stage Fright).
Le titre God Was Never on Your Side est une critique de la religion et des sectes. Il dénonce les prophètes comme étant des usurpateurs. Le guitariste de Poison, C.C. DeVille vient plaquer un solo de guitare sur ce titre et Zoli Téglás, chanteur du groupe Ignite, participe au chant. Mike Inez d'Alice In Chains joue de la basse sur le titre Under Gun. Todd Campbell, le fils de Phil Campbell, a coécrit le titre Going Down avec le groupe.
Cet album se classa à la 4e place des charts allemands, ce qui sera le meilleur classement d'un album de Motörhead en Allemagne en 2006. En France il atteindra la 37e place des meilleures ventes de disques et la 45e au Royaume-Uni.

## Liste des titres
- Tous les titres ont été composés par Lemmy, Phil Campbell et Mikkey Dee.sauf indication.

1. Sucker – 2:59
2. One Night Stand – 3:05
3. Devil I Know – 3:01
4. Trigger – 3:53
5. Under the Gun – 4:45
6. God Was Never on Your Side – 4:21
7. Living in the Past – 3:45
8. Christine – 3:42
9. Sword of Glory – 3:57
10. Be My Baby – 3:40
11. Kingdom of the Worm – 4:08
12. Going Down (Campbell, Lemmy, Dee, Todd Campbell) – 3:35

Titre Bonus (label Sanctuary)
1. R.A.M.O.N.E.S. (Campbell, Würzel, Lemmy, Taylor) – 1:22
  - Re-enregistré avec Mikkey Dee à la batterie.

Titre Bonus (label SPV)
1. Whiplash (Hetfield, Ulrich) – 3:49

## Musiciens
Motörhead
- Lemmy Kilmister — basse, chant
- Phil Campbell — guitares
- Mikkey Dee — batterie

Musiciens additionnels
- C.C. DeVille — solo de guitare sur God Was Never On Your Side
- Mike Inez — basse sur Under The Gun
- Zoltàn Téglàs — chant additionnel sur God Was Never On Your Side

## Charts
| Pays                          | Durée du classement | Meilleur classement | Date              |
| ----------------------------- | ------------------- | ------------------- | ----------------- |
| Allemagne                     | 10 semaines         | 4e                  | 8 septembre 2006  |
| Autriche                      | 3 semaines          | 20e                 | 8 septembre 2006  |
| Belgique (V)                  | 3 semaines          | 82e                 | 30 septembre 2006 |
| États-Unis Independent albums | 2 semaines          | 20e                 | 16 septembre 2006 |
| États-Unis Heatseekers albums | 1 semaine           | 10e                 | 16 septembre 2006 |
| Finlande                      | 3 semaines          | 16e                 | 4 septembre 2006  |
| France                        | 5 semaines          | 37e                 | 2 septembre 2006  |
| Italie                        | 2 semaines          | 42e                 | 7 septembre 2006  |
| Norvège                       | 3 semaines          | 9e                  | 4 septembre 2006  |
| Pays-Bas                      | 1 semaine           | 64e                 | 9 septembre 2006  |
| Royaume-Uni                   | 1 semaine           | 45e                 | 9 septembre 2006  |
| Suède                         | 5 semaines          | 13e                 | 31 août 2006      |
| Suisse                        | 4 semaines          | 26e                 | 10 septembre 2006 |